# 津端亞里沙
津端亞里沙（日语：／ Tsubata Arisa，1993年6月9日—）是日本業餘拳擊運動員和護理師。 2018年開始接觸拳擊運動，隔年她就在2019年日本全國拳擊錦標賽的中量級獲得冠軍。因為在2020年夏季奧運會開幕式上的表現而獲得全世界的關注。

## 生平

### 個人生活
津端亞里沙於1993年6月9日出生，母亲是大溪地人，父亲是日本人。她的父母離婚後，由她的父亲承擔起扶養她和三个兄弟姐妹的責任，他鼓励亞里沙从事护理相關工作以學習一技之長。在成为埼玉县所泽市西埼玉中央医院的护士之前，她就讀的是技職學校。  

### 拳擊啟蒙
津端亞里沙在2018年開始打拳擊，起初是為了要減肥，但教練注意到她的實力，他們鼓勵她去參與更正式的比賽。2019年10月，她在日本全國拳擊錦標賽上擊敗唯一的競爭對手，贏得女子中量級冠軍，這也讓她產生了挑戰奧運的念頭。 2020年1月，她在哈薩克的訓練營進行她的第一場國際比賽，但因為缺乏比賽經驗而輸掉此場比賽。

## 2020年東京奥运

### 爭取資格失利
津端亞里沙将她的目標設定在參加2020年夏季奥运会，2020年3月，她先参加奥运资格赛2020年亚洲和大洋洲拳击，然而她在第一轮就遭到淘汰。接著她回到医院協助應對2019冠狀病毒病日本疫情，不僅要在遵守社交距離規範的狀況下接受拳擊培训，同时也持續她日夜轮班的護理師工作。由於她過去出賽的失利導致日本拳击協會的官员认为她的经验尚不足，无法参加在巴黎舉辦的最終资格赛，但奥运会延期到2021年舉辦也给了她更多的时间成長。為了把握住这得來不易的机会，她辭去原先大醫院的工作轉換至規模較小的精神科診所以空出更多時間，並採取更嚴格的訓練計劃來準備6月份的预选赛，然而受到疫情影响，国际奥委会取消预选赛，转而透過世界排名的方式分配名額，津端亞里沙的参赛资格也因此遭到取消。這個結果讓她感到十分失望，她認為自己参加奥运会的唯一机会就此被打破，而且她的年齡太大並不适合参加2024年的奥运会。

### 開幕式表演
在2020年奧運會开幕式上，津端亞里沙在開幕表演中饰演一名独自在跑步机上锻炼的运动员，此段表演用來代表所有因為被疫情阻隔的奥运選手及運動員坚韧不拔的精神，並期望透過燈光將世界各地運動員的心連繫在一起，同時這樣的安排也被視為是在向醫護人員致敬。  她的表现迅速引起大家的關注，因为许多人发现这与他们自身遭遇的情况相似，尤其是在體育活动方面。

## 註記
1. ↑  有些報導或文章亦將其誤記作，因為津端的發音（Tsubata）和日本石川縣津幡町（Tsubata）相同，很容易混淆。

## 外部連結
- 津端亞里沙的Instagram帳戶